# Ляндзбергис, Зигмантас
Зи́гмантас Ля́ндзбергис (лит. Zigmantas Liandzbergis, 1 апреля 1929, Кельме — 19 января 1993, Вильнюс) — литовский инженер-архитектор, лауреат Премии Совета Министров ССР (1972), лауреат Государственной премии Литовской ССР (1967, 1973), заслуженный архитектор Литовской ССР (1979).

## Биография
Окончил гимназию в Кельме, затем Каунасский политехнический институт (1953). В 1953—1992 годах работал в Институте проектирования городского строительства в Вильнюсе; в 1959—1964 годах руководитель группы, в 1964—1992 годах главный архитектор. 
В 1972—1976 и 1978—1992 годах преподавал в Вильнюсском инженерно-строительном институте (с 1991 года Вильнюсский технический университет).

## Проекты
По проектам Зигмантаса Ляндзбергиса построены в Вильнюсе:
- Республиканская больница на Антакальнисе (1966, совместно с Эдуардасом Хломаускасом)
- Клиническая больница (1967, совместно с Э. Хломаускасом; Государственная премия Литовской ССР, 1967), ныне Вильнюсская университетская больница („Vilniaus miesto universitetinė ligoninė“[1])
- Дворец спорта (1971; совместно с Йонасом Крюкялисом и Э. Хломаускасом; Государственная премия Литовской ССР, 1973)

- Центральный универмаг на правом берегу Нярис (1974, совместно с Витаутасом Велюсом); в советское время самый крупный в Литовской ССР универсальный магазин с торговой площадью в 7000 м2[2]

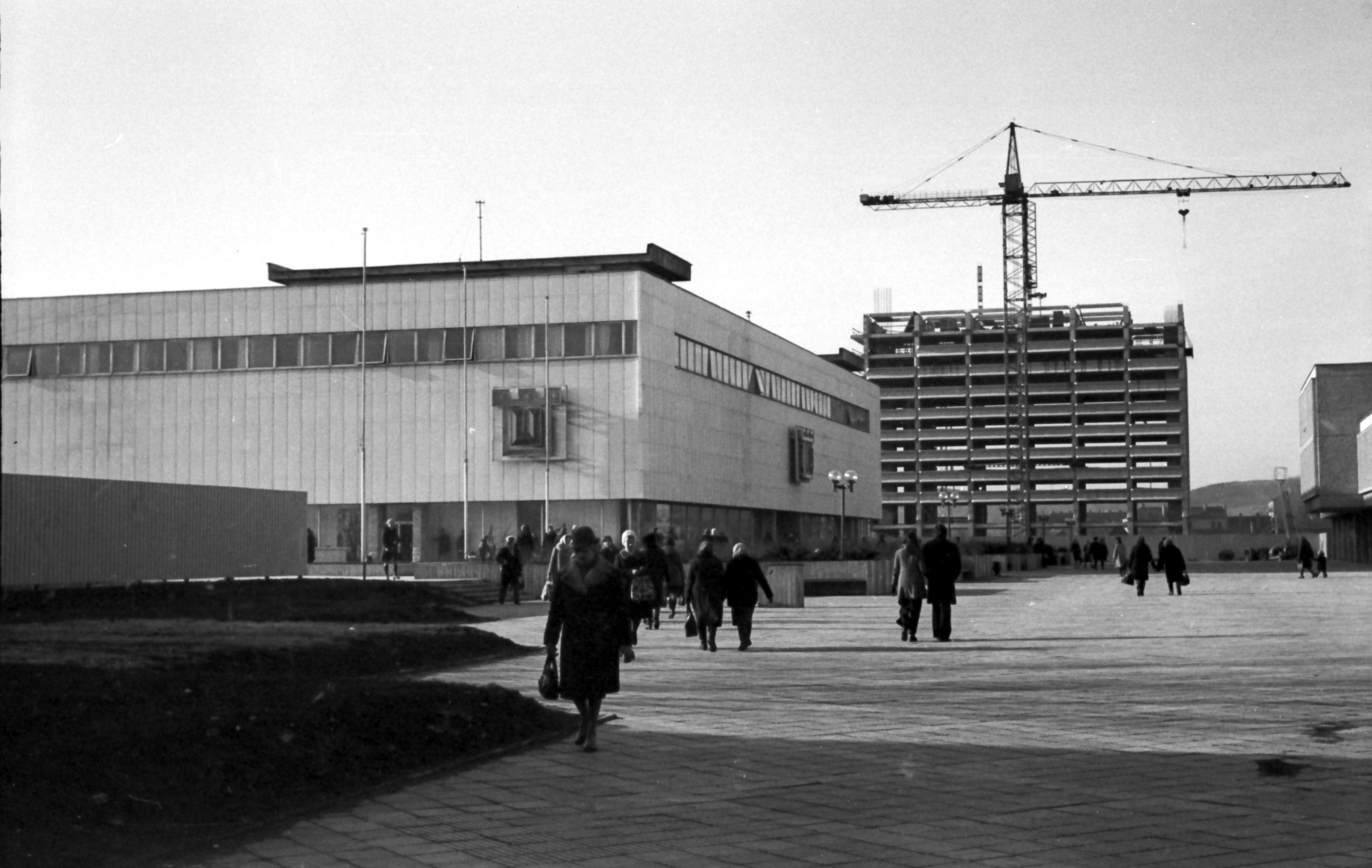
Центральный универмаг в Вильнюсе (1975)

- Родильный дом (1977, совместно с Л. Межевой)
- Универсам «Шяшкине» (1980, совместно с Анатанасом Панавасом)
- Универсам «Жальгирис» (1981, совместно с А. Панавасом)
- Республиканская клиническая больница в Сантаришкес (1983, совместно с Хломаускасом и Регимантасом Пличюсом-Пличюрайтисом), ныне Больница Вильнюсского университета клиники Сантарос („Vilniaus universiteto ligoninė Santaros klinikos“[1])
- Институт проектирования, конструирования и технологии местной промышленности (1983, совместно с Региной Масилёните)
- Поликлиника на Антакальнисе (1983, по другим сведениям 1984)
- Университетская больница скорой помощи в Лаздинай (1995)

В Вальникинкай (Варенский район) по проекту Ляндзбергиса и Хломаускаса построено здание детского санатория «Пушяле» (1970; премия Совета Министров СССР, 1972). Создал интерьер кафе «Никштукас» в Вильнюсе (совместно с Йонасом Крюкялисом; 1964, не сохранился), проекты больницы «Скорой помощи» в Вильнюсе (совместно с Э. Хломаускасом), универмага (1981) и кардиологического реабилитационного центра в Паланге (1981, совместно с А. Панавасом), проекты типовых общежитий.

## Награды и звания

Больница скорой помощи (Лаздинай)

- 1967 — Государственная (Республиканская) премия Литовской ССР
- 1972 — Премия Совета Министров СССР
- 1973 — Государственная премия Литовской ССР
- 1979 — заслуженный архитектор Литовской ССР